# برناردو دومینگز
برناردو دومینگز (انگلیسی: Bernardo Domínguez؛ زادهٔ ۶ ژوئیهٔ ۱۹۷۹) بازیکن فوتبال اهل اسپانیا است.
از باشگاه‌هایی که در آن بازی کرده‌است می‌توان به باشگاه فوتبال دپورتیوو آلاوس، باشگاه فوتبال میراندس، باشگاه فوتبال رکریتیوو اوئلوا، باشگاه فوتبال اوئسکا، و باشگاه ورزشی تنریف اشاره کرد.